# Tornade sur Manille
 Tornade sur Manille est le 64e roman de la série SAS, écrit par Gérard de Villiers et publié au 4e trimestre 1981 dans la collection Plon (Presses de la Cité). Comme tous les SAS parus au cours des années 1980, le roman a été édité lors de sa publication en France à 100 000 exemplaires.
L'action se déroule courant juin 1981 à Manille. Malko Linge est chargé d'infiltrer un groupe terroriste d'extrême gauche qui souhaite assassiner le président Ferdinand Marcos.

## Personnages principaux

### Américains et alliés
- Malko Linge : agent contractuel de la CIA, Autrichien, héros du roman.
- William Carter (« Bill ») : chef de poste de la CIA à Manille.
- Nelia Reyes : compagne de William Carter.
- Chris Jones et Milton Brabeck : agents de la CIA.

### Policiers philippins
- Rodolfo Galvez : colonel, membre du contre-espionnage philippin à Manille.
- Robustano : caporal de la police secrète, au comportement sadique.
- Eduardo Blanco : capitaine du contre-espionnage philippin.

### Philippins opposés au président Marcos
- Sheilah Calampang : membre du groupe souhaitant tuer Marcos.
- « Lita » (Donna Katuray) : membre du groupe souhaitant tuer Marcos, prostituée philippine, amie de Sheilah Calampang.
- Padre Conrado Balweg : membre du groupe souhaitant tuer Marcos.
- « Sir Jimmy » : proxénète et ancien policier.
- Carlos Bubi : sniper et tueur à gages philippin.
- Octavo Limay : militant catholique, contact d'Hans Vogel à Manille.

### Autres personnages
- Ruben et Della : adolescents de Tambaka.
- Jesus Taculing : homme riche de Manille.
- Yaboute : « voyante ».
- Hans Vogel : sniper et tueur à gages allemand.

## Résumé

### Début du roman
La CIA a été informée qu'un Allemand de l'Est, Hans Vogel, avait été engagé pour exécuter le dictateur philippin (et néanmoins « ami » des États-Unis) Ferdinand Marcos. En escale à Bangkok (Thaïlande), Hans Vogel a été intercepté et incarcéré sous le motif (créé pour l'occasion) de trafic de stupéfiants (héroïne). Il est remplacé par Malko Linge, chargé d'infiltrer l'opération et de déterminer l'identité du commanditaire de l'attentat. L'assassinat du président Marcos (« Opération June Bride ») est prévu le 15 juin 1981, c'est-à-dire dans moins de deux semaines. Malko est pris en charge par William (« Bill ») Carter, chef de poste de la CIA à Manille. Tous deux quittent Bangkok et se rendent à Manille aux Philippines (chapitre 1er).
Sous cette couverture qui peut craquer à tout moment, Malko se rend au domicile d'Octavo Limay, contact d'Hans Vogel à Manille. Mais l'homme vient d'être exécuté par le contre-espionnage du régime et Malko, considéré comme le futur assassin du président philippin, est interpellé par la police politique du régime. Pris pour le tueur à gage Vogel, il est placé en détention dans un camp spécial et torturé à plusieurs reprises. L'intervention in extremis du chef de station Bill Carter lui évite la mort (chapitres 2 à 4).

### Aventures
Malko est contacté par une femme membre du groupe voulant supprimer Marcos. Elle s'appelle Sheilah Calampang et a un long entretien avec Malko. Celui-ci évite les pièges qu'elle lui tend et Sheilah finit par accepter le fait qu'il est le vrai Hans Vogel. Le fait qu'il ait été torturé ajoute à la crédibilité de son histoire. Plus tard, de retour à l'ambassade, Malko demande à Bill Carter que les services secrets philippins fassent mine de le suivre, afin de fortifier sa couverture. Deux jours plus tard, Malko est de nouveau invité à rejoindre les terroristes pour une réunion. Il est effectivement suivi par des policiers philippins. La rupture de filature est faite par des enfants de taudis qui jettent une grenade à la tête des policiers. Malko rencontre une amie de Sheila. Elle s'appelle Lita et fait naître en Malko des désirs sexuels intenses. Il accepte de payer plusieurs milliers de dollars pour coucher avec elle. Ce faisant, il « casse » sa couverture : jamais le vrai Hans Vogel, âpre au gain, n'aurait versé une telle somme pour coucher avec une simple prostituée. Alors que l'ouragan s'abat sur la ville, Malko parvient à s'échapper. Poursuivi par le groupe d'extrême gauche, il ne doit son salut qu'à une intervention musclée de Carter. Malko voit deux adolescents, Donna et Ruben, se faire molester par des yakusas chinois. Il intervient, leur sauve la vie et les ramène à la « Montagne fumante » (chapitres 5 à 9).
Le lendemain, Carter, Malko et le capitaine Eduardo Blanco du contre-espionnage (NISA) philippin se rendent à la maison où Malko a rencontré Lita. Elle est désormais vide. Elle appartient à une riche bourgeoise, actuellement vide, appartenant à Victoria Barriga, une amie d'Imelda Marcos. Plus tard, quelqu'un dépose deux cobras dans la voiture de Malko. Il est mordu à la chaussure : le venin n'est pas assez important pour qu'il meure. Malko se met à la recherche de Lita. Compte tenu de sa beauté et de son élégance, il est possible que la jeune femme soit mannequin. Il va consulter les « books » des principales agences de mannequin de la ville et finit par y voir une photo de Lita (de son vrai nom Donna Katuray). Se rendant à son domicile, les trois hommes se mettent en planque. Au bout de quelques heures, ils la voient arriver. Mais des Philippins attaque Lita, qui succombe à des tirs de revolver (chapitres 10 à 13).

### Fin du roman
Malko a la certitude que Sir Jimmy est au centre de l'affaire car il était en lien avec Lita et avec Sheilah Calampang. Il fait appel à Ruben, qu'il avait sauvé avec sa petite amie quelques jours auparavant. Il veut piéger Sir Jimmy et lui faire avouer qui est le commanditaire de l'attentat. Ruben procède à l'enlèvement de Sir Jimmy et menace de le brûler vif. L'homme avoue : c'est Jesus Taculing, un homme riche de Manille, qui a commandité l'attentat (chapitres 14 et 15).
On est le 13 juin. Mais Malko apprend par Yaboute, une « voyante », que le président Marcos rencontre son voyant dans deux jours. Malko pense que l'attentat va se produire au moment où le président va rencontrer son voyant (chapitre 16).
Pendant ce temps, un dénommé Carlos Bubi, sniper et tueur à gages, passe par le golf situé à proximité de la maison du voyant. Son but : tuer le président. Malko se rend au domicile du voyant. Il aperçoit Carlos Bubi avec son fusil. Voyant Malko intervenir, Bubi tire au jugé et rate Marcos. Il fait exploser la grenade qu'il portait sur son ventre. Malko court vers la voiture de Taculing, à l'intérieur de laquelle se trouve Sheila Calampang. La voiture explose et Malko lui-même est sonné. Amené à l'hôpital, durant son état d'inconscience Malko appelle sa compagne Alexandra (chapitres 17 à 19).
Sorti de l'hôpital, Malko a une ultime conversation avec Bill Carter. Les deux hommes constatent que l'identité du commanditaire reste inconnue mais que de sérieux doutes planent sur Imelda Marcos, la propre épouse du dictateur. On n'en aura jamais la preuve (chapitre 20).

## Autour du roman
- Le président Marcos sera chassé du pouvoir en février 1986 et remplacé par Cory Aquino.
- L'auteur fait référence au conte de Samarcande, où on a rendez-vous avec la mort en espérant la fuir (page 178, chapitre XIV).